# 玉米赤霉醇
玉米赤霉醇（英文名Zeranol），又称右环十四酮酚，折仑诺，α-玉米赤霉醇，是一种在镰刀菌属（Fusarium genus）中发现的属于间羟基苯甲酸内酯的合成非甾体雌激素，主要用作兽药中的合成代谢剂。
玉米赤霉醇在美国被批准以商标名Ralgro（Merck Animal Health）用作家畜（包括肉牛）的生长促进剂。在加拿大仅被批准用于肉牛。在欧盟其申请未获批准使用。
虽然玉米赤霉醇可能会增加乳腺癌癌细胞增殖，一些学者认为，使用含有玉米赤霉醇牛制品，这种膳食暴露是微不足道。研究发现玉米赤霉醇是真菌感染作物中的污染物。它作为雌激素的效力是相关化合物玉米赤霉烯酮的3至4倍。